# Балшвилер
Балшвилер (фр. Balschwiller) насеље је и општина у источној Француској у региону Алзас, у департману Горња Рајна која припада префектури Алткирх.
По подацима из 2011. године у општини је живело 816 становника, а густина насељености је износила 83,35 становника/km². Општина се простире на површини од 9,79 km². Налази се на средњој надморској висини од 280 метара (максималној 348 m, а минималној 273 m).

## Демографија
| 1962. | 1968. | 1975. | 1982. | 1990. | 1999. | 2011. |
| ----- | ----- | ----- | ----- | ----- | ----- | ----- |
| 529   | 553   | 542   | 600   | 669   | 762   | 816   |

График промене броја становника у току последњих година